# نانا (خواننده)
نانا (انگلیسی: Nana؛ زادهٔ ۱۴ سپتامبر ۱۹۹۱) یک خواننده، بازیگر، و مدل اهل کرهٔ جنوبی است. او جز ده زن زیبای سال ۲۰۱۶ شناخته شده است. وی همچنین به عنوان یکی از اعضای گروه دخترانه کرهٔ جنوبی به نام افتر اسکول که شامل دو زیر گروه افتر اسکول رِد و اورنج کارامل است شناخته می‌شود.